# Jean-Claude Antonetti
Jean-Claude Antonetti (Pau, 13 juli 1942) is een Frans jurist. Hij doorliep een carrière bij het Ministerie van Justitie en was daarnaast officier van justitie en rechter bij verschillende rechtbanken, zoals uiteindelijk rechter-president van het Hof van Beroep in Parijs. In 2003 trad hij aan als rechter van het Joegoslavië-tribunaal.

## Levensloop
Antonetti sloot zijn studie geschiedenis en aardrijkskunde af met een bachelorgraad en zijn studie politicologie met een master. Verder studeerde hij aan de École nationale de la magistrature (ENM) in Bordeaux, dat in Frankrijk de aangewezen school is voor de opleiding van rechters, en aan het Institut des hautes études de Défense nationale (IHEDN). Naast zijn moedertaal beheerst hij het Engels en het Spaans. Ondertussen was hij zijn loopbaan van 1964 tot 1973 begonnen als leraar voor het basisonderwijs in Seine-Saint-Denis en Parijs en werd hij aansluitend tot 1977 ambtenaar bij het Ministerie van Binnenlandse Zaken.
In 1977 werd hij benoemd tot officier van justitie en vervolgens van 1979 tot 1982 tot rechter. Hierna vervulde hij verschillende functies voor het ministerie, waaronder als  hoofd voor buitenlandse wetgeving, rapporteur voor vluchtelingenzaken en juridisch adviseur over zaken aangaande de Organisatie voor Veiligheid en Samenwerking in Europa (OVSE). In 1987 werd hij officier van justitie voor het Hof van Hogere Jurisdictie in Senlis en van 1991 tot 1995 vicepresident van dit hof in Parijs. Vervolgens werd hij juridisch adviseur voor premier Alain Juppé en in 1998 voor president Jacques Chirac, tot hij in 2002 werd benoemd tot rechter-president van het Hof van Beroep in Parijs.
Tijdens zijn loopbaan hield hij zich bezig met verschillende aanverwante zaken op het gebied van internationaal recht en buitenlandse wetgeving. Zo onderzocht hij in de jaren tachtig jeugddelinquentie in Quebec en het gevangenisstelsel in de Verenigde Staten, en was hij lid van de Franse delegatie tijdens de conferentie van UNIDROIT (Internationaal Instituut voor de unificatie van burgerlijk recht) in Genève. Van 1986 tot 1987 was hij speciaal adviseur voor het bureau van het Ministerie van Justitie dat verantwoordelijk is voor internationale rechtszaken. Van 1987 tot 1991 was hij betrokken bij hoorzittingen in terrorismezaken aangaande de IRA, Iraniërs en Koerden.
In 2003 trad hij aan als rechter van het Joegoslavië-tribunaal in Den Haag. Hier was hij onder meer voorzittend rechter in de zaken tegen onder meer Jadranko Prlić, Enver Hadžihasanović en Amir Kubura. Sinds de start in juli 2013 is hij ook rechter van het Internationale Residumechanisme voor Straftribunalen.